# Hubert Veselý
Hubert Veselý (1. září 1842 Klášterec nad Ohří – 22. června 1914 Královské Vinohrady) byl rakouský a český politik, v 2. polovině 19. století poslanec Říšské rady.

## Biografie
Působil jako velkostatkář a politik. Narodil se v severních Čechách, vystudoval malostranské gymnázium v Praze a Karlo-Ferdinandovu univerzitu, kde roku 1867 získal titul doktora práv. Po otci zdědil statek Molitorov u Kouřimi. Byl veřejně i politicky aktivní. Roku 1872 se stal členem okresního výboru v Kouřimi. Od roku 1873 až do roku 1892 pak působil jako okresní starosta v Kouřimi. V období let 1872–1884 byl rovněž starostou města Kouřim. Podílel se na zakládání cukrovarů na Kouřimsku.
Byl poslancem Říšské rady (celostátního parlamentu), kam usedl v doplňovacích volbách v lednu 1874 za kurii venkovských obcí v Čechách, obvod Karlín, Brandýs, Český Brod atd. Uvádí se jako starosta, bytem Kouřim. Z politických důvodů se nedostavil do sněmovny, čímž byl jeho mandát ještě během roku 1874 prohlášen za zaniklý. Mandát obhájil ve volbách roku 1879, nyní za městskou kurii, obvod Kolín, Poděbrady atd. Rezignace byla oznámena na schůzi 30. listopadu 1880. Důvodem pro odchod z parlamentu byla těžká nemoc.
Patřil k Národní straně (staročeské). Po volbách v roce 1879 se na Říšské radě připojil k Českému klubu (jednotné parlamentní zastoupení, do kterého se sdružili staročeši, mladočeši, česká konzervativní šlechta a moravští národní poslanci).
Zemřel v červnu 1914.